# Love & Hate (Aventura)
Love & Hate è il terzo album degli Aventura.

## Tracce
| #  | Titolo                | Titolo tradotto       | Durata |
| -- | --------------------- | --------------------- | ------ |
| 1  | "Intro"               | "Intro"               | 2:05   |
| 2  | "La Película"         | "The Movie"           | 5:29   |
| 3  | "Hermanita"           | "Little Sister"       | 4:35   |
| 4  | "Mi Niña Cambió"      | "My Girl Changed"     | 4:31   |
| 5  | "Pueblo por Pueblo"   | "Town to Town"        | 3:38   |
| 6  | "I'm Sorry"           | "I'm Sorry"           | 4:12   |
| 7  | "Déjà Vu"             | "Déjà Vu"             | 4:22   |
| 8  | "Conciencia"          | "Conscience"          | 3:54   |
| 9  | "Llorar"              | "Cry"                 | 4:08   |
| 10 | "Papi Dijo"           | "Daddy said"          | 4:04   |
| 11 | "Me Voy"              | "I'm Leaving"         | 4:09   |
| 12 | "Te Invito"           | "I Invite You"        | 3:31   |
| 13 | "Aventura"            | "Aventura"            | 3:49   |
| 14 | "La Guerra"           | "The War"             | 3:25   |
| 15 | "Don't Waste My Time" | "Don't Waste My Time" | 4:11   |

## Classifiche
| Classifica (2004)           | Posizione massima |
| --------------------------- | ----------------- |
| Francia                     | 127               |
| Italia                      | 13                |
| Spagna                      | 94                |
| Stati Uniti Top Latin Album | 66                |
| Svizzera                    | 3                 |